# Nemanja Jovanović
Nemanja Jovanović (n. 3 martie 1984) este un jucător sârb de fotbal care evoluează la clubul FC Taraz. Prezent din 2003 în România, Nemanja a trecut pe la multe cluburi din Divizia A dar și din cea secundă. Achiziționat de Unirea Urziceni de la junioratul echipei sârbe Steaua Roșie Belgrad, fotbalistul sârb a fost împrumutat în primul sezon la FC Argeș în prima divizie, unde nu i s-a dat prea mult ocazia să joace. Întors în următoarele sezoane la Unirea Urziceni, atacantul de 21 de ani a devenit gogheterul diviziei secunde pentru un sezon. În 2008 a fost transferat la clubul FC Vaslui.